# Acalymma palomarense
Acalymma palomarense es un coleóptero de la familia Chrysomelidae.
Fue descrita científicamente por primera vez en 1980 por Munroe & Smith.